# غوس برادلي
غوس برادلي (بالإنجليزية: Gus Bradley)‏ هو مدير فني أمريكي، ولد في 5 يوليو 1966 في زومبروتا في الولايات المتحدة.